# Castelnuovo Magra
Castelnuovo Magra é uma comuna italiana da região da Ligúria, Província da Spezia, com cerca de 7.955 habitantes. Estende-se por uma área de 14 km², tendo uma densidade populacional de 568 hab/km². Faz fronteira com Fosdinovo (MS), Ortonovo, Sarzana.

## Demografia
| Variação demográfica do município entre 1861 e 2011                               |
|                                                                                   |
| Fonte: Istituto Nazionale di Statistica (ISTAT) - Elaboração gráfica da Wikipedia |